# Пікущак Ігор Олександрович
Ігор Олександрович Пікущак (рум. Igor Picușceac, нар. 27 березня 1983, Тирасполь) — молдовський футболіст, нападник клубу «Зоря» (Бєльці). Виступав, зокрема, за молдовські «Шериф» та «Тирасполь», російські «Краснодар» та «Амкар», а також збірну Молдови. Нині — тренер.

## Клубна кар'єра
З 8 років навчався футболу в тираспольській СДЮШОР-4 у Сергія Торопова, рік грав воротарем, починав професіональну кар'єру в клубі «Шериф» (Тирасполь), де в 2001—2003 роках провів 12 ігор і відзначився одним голом, так і не ставши основним гравцем, але в обох сезонах став чемпіоном країни, а в першому ще й виграв Кубок Молдови.
У 2003 році перейшов до складу команди «Тирасполь». Зігравши 124 матчі і забивши 30 голів, в 2008 році повернувся в «Шериф». У складі цих двох клубів у сезоні 2007/08 став найкращим бомбардиром чемпіонату Молдови з 14 голами, а також втретє у кар'єрі виграв титул чемпіона Молдови.
У 2009 році зіграв 12 матчів за клуб другого китайського дивізіону «Бейцзін Хунден», фарм-клуб «Бейцзін Гоань». Того ж року перейшов до складу російського клубу «Краснодар». У першому сезоні в Росії взяв участь в 4 іграх і забив 1 гол у другому дивізіоні країни, а у вересні 2009 року отримав травму, через яку не грав до червня 2010 року. У другому сезоні забив 2 голи в 20 матчах і допоміг команді вперше в історії вийти до Прем'єр-ліги. Сезон 2011/12 почав з забитого м'яча в 1/8 фіналу Кубка Росії у ворота «Амкара» і голу в другому турі «Спартаку-Нальчик», ставши автором першого голу «Краснодара» в елітному дивізіоні. Після цього він став виходити на поле в кожному матчі аж до перелому ноги в грі проти столичного «Динамо». Ця травма виключила його з гри до листопада. Після цього в основному виходив на заміну, забив гол у ворота «Терека». Всього в 19 матчах першості забив чотири голи.
26 липня 2012 року було оголошено, що Пікущак перейшов в «Амкар». 17 вересня в матчі чемпіонату з «Волгою» забив свій перший гол за клуб на останніх хвилинах, який дозволив його команді перемогти 3:2. 3 жовтня в Казані вперше вийшов у стартовому складі на матч проти «Рубіна» (1:0) і вже на 3-й хвилині віддав гольовий пас на Павла Ігнатовича. 26 жовтня 2012 року, на 94-й хвилині матчу з московським «Локомотивом», приніс перемогу «Амкару» 2:1.
1 червня 2015 року стало відомо, що Пікущак повернувся в «Шериф», але через два місяці знову став вільним агентом. 23 березня 2016 року підписав контракт з кишинівським клубом «Академія УТМ», за який виступав до кінця сезону.
У червні 2016 року перейшов до клубу «Зоря» (Бєльці). Відігравши за клуб з Бєльців 10 матчів в національному чемпіонаті він завершив ігрову кар'єру.

## Виступи за збірну

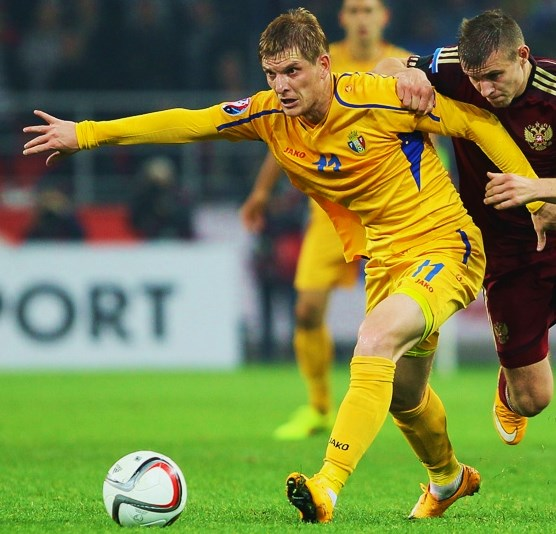
Ігор Пікущак під час виступів за збірну Молдови. 2014 рік.

6 вересня 2008 року дебютував в офіційних матчах у складі національної збірної Молдови в грі відбору на чемпіонат світу 2010 року з Латвією (1:2). А вже 10 вересня у наступному матчі відбору проти Ізраїлю (1:2) він забив свій перший гол у збірній. Це також найшвидший гол, який коли-небудь забивала збірна Молдови, забитий на 43-й секунді матчу. Загалом до переїзду в Китай зіграв в п'яти матчах і забив один гол. Після цього настала перерва в іграх за збірну, яка закінчилась в 2011 році. З тих пір регулярно виступав за збірну аж до початку 2015 року. Загалом провів за збірну 23 матчі та забив 3 голи.

## Кар'єра тренера
2017 року Пікущак повернувся в «Краснодар», працював з нападниками, входив до тренерського штабу молодіжної команди, очолював другу команду «Краснодар-2» в першості ПФЛ. 5 квітня 2018 року очолив молодіжну команду «Краснодара». Влітку 2018 року став старшим тренером «Краснодара-2», в осінній частині першості ФНЛ 2018/19 де-факто був головним тренером (бути де-юре головним тренером йому не дозволяла відсутність тренерської ліцензії категорії PRO). У лютому 2019 року переведений на посаду по роботі з нападниками в системі клубу, у квітні 2019 року покинув клуб.
Влітку 2019 року став головним тренером у вірменському клубі «Ноах». З командою у 2020 році став володарем Кубка та Суперкубка Вірменії.
27 жовтня 2020 року був призначений головним тренером тольяттінського «Акрона», але офіційно головним тренером став молдавський тренер Володимир Жепелеу, оскільки Пікущак лише проходив навчання на відповідну категорію тренера.  7 грудня 2021 року залишив «Акрон» разом з Жепелеу.

## Титули і досягнення

### Як гравця
- Чемпіон Молдови (3):

«Шериф»: 2001–02, 2002–03, 2007–08
- Володар Кубка Молдови (2):

«Шериф»: 2001–02, 2007–08
- Володар Суперкубка Молдови:

«Шериф»: 2015

### Як тренера
- Володар Кубка Вірменії:

«Ноах»: 2019–20
- Володар Суперкубка Вірменії:

«Ноах»: 2020
- Чемпіон Молдови (1):

«Мілсамі»: 2024–25